# 3e cérémonie des Filmfare Awards

La troisième cérémonie des Filmfare Awards s'est déroulée en 1956 à Bombay en Inde.

## Palmarès
| Catégorie                             | Lauréat |
| ------------------------------------- | --- |
| Meilleur film                         | Jagriti - réalisé par Satyen Bose - produit par Sashadhar Mukherjee - avec Abhi Bhattacharya, Pranoti Ghosh et Bipin Gupta |
| Meilleur réalisateur                  | Bimal Roy (Biraj Bahu) |
| Meilleur acteur                       | Dilip Kumar (Azaad) |
| Meilleure actrice                     | Kamini Kaushal (Biraj Bahu)                                                                                                |
| Meilleur acteur dans un second rôle   | Abhi Bhattacharya (Jagriti)                                                                                                |
| Meilleure actrice dans un second rôle | Nirupa Roy (Munimji) |
| Meilleur compositeur                  | Hemant Kumar (Nagin) |
| Meilleure histoire                    | Rajendra Singh Bedi (Garm Coat)                                                                                            |
| Meilleure photographie (noir & blanc) | Dwarka Divecha (Yasmin) |
| Meilleure direction artistique        | Rusi K. Baker (Mirza Ghalib)                                                                                               |
| Meilleur son                          | R. Kaushik (Amar) |
| Meilleur montage                      | Hrishikesh Mukherjee (Naukari)                                                                                             |